# Zoetwater

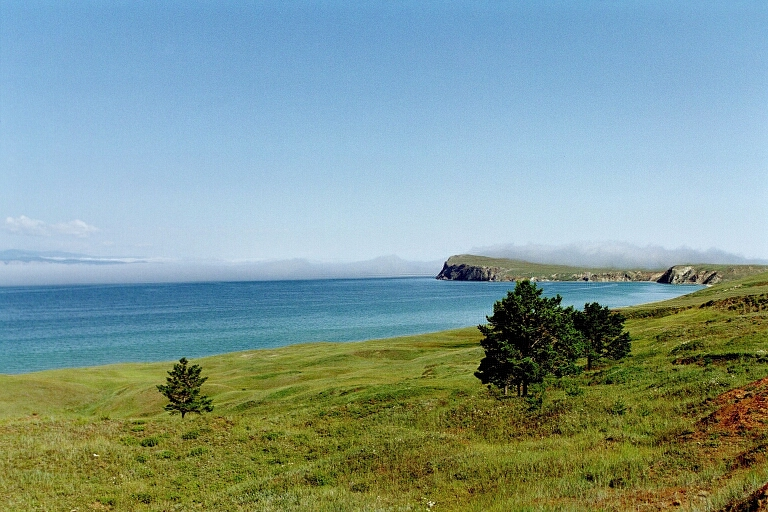
Het Baikalmeer met een grote voorraad zoetwater

Zoetwater (zoet water) is water dat minimale hoeveelheden zout bevat, dat dus een geringe saliniteit heeft. Hiermee onderscheidt het zich van brak water en zout water. Zoetwater heeft zijn oorsprong in neerslag, dat via grondwater, beken of rivieren richting zee stroomt.
Voor veel organismen is de beschikbaarheid van drinkwater van levensbelang. Drinkwater is zoetwater van zodanige kwaliteit dat het voor (menselijke) consumptie geschikt is.
| Zoet  | Brak  | Licht zilt | Matig zilt | Zeer zilt | Zout  | Pekel |
| < 0,5 | 0,5–1 | 1–3        | 3–10       | 10–30     | 30–50 | > 50  |
| ----- | ----- | ---------- | ---------- | --------- | ----- | ----- |